# Sylvie Albou-Tabart
Pour les articles homonymes, voir Albou et Tabart.
 (juin 2024).
Sylvie Albou-Tabart est autrice française de livres pour enfants et adultes. Elle est également directrice éditoriale indépendante et chroniqueuse littéraire.

## Biographie
Écrivaine et directrice éditoriale indépendante, Sylvie Albou-Tabart a commencé sa carrière en travaillant pour France 2 et la Cinq, avant de devenir journaliste indépendante. Elle a ensuite choisi de se concentrer sur l’édition.
Elle est aujourd’hui l'autrice de nombreux ouvrages.

## Œuvres
- Comme un trou dans le coeur, roman, octobre 2024
- Du Prince charmant au chacal puant, éditions Marabout, 2020[1],[2], BD, en collaboration avec l’illustratrice Camille Burger
- Deyrolle. À la croisée des savoirs, éditions de La Martinière, 2015
- Un rêve de sardine, illustrations de Gaelle Berthelet, éditions La souris qui raconte, 2014
- La Mélody du bonheur, Alice éditions, 2013
- Une histoire de ciel bleu. Les grandes questions de Topinambour, éditions Les Lucioles, 2012
- Quiz'Cube, éditions Bordas, 2012
- Voyage dans l'au-delà, éditions Les Lucioles, 2010
- Destin... et tout peut basculer !, Lokomodo Fantastique, 2010
- Contes d'Égypte, illustration de Séverin Millet, Albin Michel Jeunesse, 2009.
- Histoire des jeux et jouets de notre enfance, Du May, 2008.
- Femme en Égypte au temps des pharaons, avec Dominique Antérion, Josette Demory, Altipresse, 2006.
- L'Égypte, Petite Encyclo Hachette, collectif, 2006.
- Dieux de l'Égypte, Du côté de la découverte, collectif, Hachette, 2004
- Mon abécédaire des animaux, avec Domique Foufelle, Hachette, 2009
- L'encyclopédie de la Terre, avec Elisabeth Andréani, Sylvie Barjansky, Patrice Brudieu, Hachette, 2006.
- Roi de France, avec Daniel Bernard, Serge Cosseron, David Gaussen, Hachette, 2006.
- Je découvre la forêt, Fabienne Kriegel, 2007.
- Plaisir de dessiner, avec Isabelle Arslanian, Joëlle Bondil, Nathalie Chahine, Hachette, 2004.
- Réussir ses aquarelles - Paysage marins, collectif, Hachette, 2005.
- Réussir ses aquarelles - Paysage de France, avec Dominique Foufelle, Isabelle Arslanian, Joëlle Bondil, Hachette, 2006.